# 쇼트리지관박쥐
쇼트리지관박쥐(Rhinolophus shortridgei)는 관박쥐과에 속하는 박쥐의 일종이다. 중국과 인도, 미얀마의 토착종이다. 1918년 안데르센(K. Andersen)이 처음 기술했으며, 같은 지역에서 두 종이 수집되었던 2003년까지 블라이스관박쥐의 아종으로 간주되었다.

## 특징
중간 크기의 박쥐로 긴 하악골과 콧구멍을 완전히 덮지 않는 잎코를 갖고 있다. 갈색을 털을 가지고 있으며, 하체는 상대적으로 연한 색을 띤다.

## 분포 및 보전 상태
중국의 윈난성과 쓰촨성, 구이저우성, 후난성, 광시 좡족 자치구, 후베이성, 하이난성, 광동 성, 푸젠성에서 발견된다. 인도 북부와 버마에서도 발견된다. 쇼트리지관박쥐의 서식지에 대한 정보는 제한적이지만 표본이 버마 딥테로카르푸스과 교목 숲에서 수집되기도 했다. 개체군 정보가 빈약하지만 넓은 분포 지역(20,000 km2 이상) 때문에 국제 자연 보전 연맹(IUCN)이 "관심대상종"으로 분류하고 있다.